# Наумовка (Корюковский район)
Нау́мовка (укр. Наумівка) — село в Корюковском районе Черниговской области Украины. Население 1423 человека. Занимает площадь 3,728 км².
Код КОАТУУ: 7422485501. Почтовый индекс: 15314. Телефонный код: +380 4657.

## Власть
Орган местного самоуправления — Наумовский сельский совет. Почтовый адрес: 15314, Черниговская обл., Корюковский р-н, с. Наумовка, ул. Шевченко, 91.

## История
В XIX веке село Наумовка было в составе Охрамеевской волости Сосницкого уезда Черниговской губернии. В селе была Михайловская церковь.

## Известные люди
В селе родился Стрелец, Фёдор Михайлович — Герой Советского Союза.
В селе родился Герой Советского Союза Михаил Лучёк.